# ديلون سيمبسون
ديلون سيمبسون هو لاعب هوكي الجليد كندي، ولد في 10 فبراير 1993 في إدمونتون في كندا.

## وصلات خارجية
- ديلون سيمبسون على موقع دوري الهوكي الوطني (الإنجليزية)
- ديلون سيمبسون على موقع EliteProspects.com (الإنجليزية)
- ديلون سيمبسون على موقع HockeyDB.com (الإنجليزية)
- ديلون سيمبسون على موقع Hockey-Reference.com (الإنجليزية)